# 額賀靖生
額賀 靖生（ぬかが じょう、ヌカガジョー、Joe Nukaga、1963年11月28日 - ）は日本のプロゴルファー。

## 経歴
- 1979年15歳 東京12チャンネルアマ選手権大会優勝
- 1980年公式競技第1回関東ジュニア選手権大会に優勝
- 1980年世界ジュニア選手権（英国セントアンドリュース大会）へ日本代表として出場
- 1984年プロ転向。師匠は尾崎将司
- 1985年ハワイパールオープン4位
- 1985年アフリカSafari tour参戦
- 1986年カシオワールドオープン(鹿児島県指宿開催)にて82年のマスターズチャンピオン・クレイグ スタドラー選手と共に優勝争いをするが、最終的には28位に終わる
- 2009年トラックとの交通事故に遭い、以降ツアープロゴルファーとしてはセミリタイア状態である

## 家族
- 父は俳優の倉多爽平
- 母は俳優の瞳麗子
- 祖父は小学校唱歌「とんぼのめがね」の作者で医師であり詩人の額賀誠志
- 妹は歌手の弘妃由美